# Агила Альмейда, Сойла
Сойла Агила Альмейда (исп. Zoila Águila Almeida; 1939, Пласетас, Вилья-Клара — 31 января 2021, Хайалиа, Флорида) — кубинская антикоммунистка, единственная женщина — участница вооружённого Восстания Эскамбрай. Командовала повстанческим отрядом, лично участвовала в боях. Захвачена в плен в результате спецоперации. После многолетнего заключения выслана в США. Скончалась в эмиграции.

## Девушка-революционерка
Ранние годы в источниках не отражены, неизвестна и точная дата рождения. Происходила из городской семьи провинции Лас-Вильяс. Впоследствии в документах квалифицировалась как «домашняя хозяйка». Была замужем за электриком Мануэлем Ла Гуардиа. В 18-летнем возрасте примкнула к Кубинской революции, участвовала в вооружённом свержении режима Батисты. Из-за своей молодости получила прозвища La Niña de Placetas и La Niña del Escambray — Девочка из Пласетаса, Девочка из Эскамбрая.
Поддерживая революцию, Сойла Агила Альмейда была противницей коммунистической политики братьев Кастро и Че Гевары. В 1960 Сойла и Маноло ушли в горы Эскамбрай и присоединились к антикоммунистическому повстанческому движению.

## Антикоммунистическая партизанка
Сойла Агила Альмейда была практически единственной известной женщиной — участницей вооружённого сопротивления в Эскамбрае. Воевала в Национально-освободительной армии (ELN) — Кубинской антикоммунистической армии под началом повстанческих команданте Порфирио Гильена Амадора и Хулио Эмилио Карретеро. Лично участвовала в десятках боёв с правительственными войсками и ополченцами-milicias.
Из оружия Сойла Агила Альмейда предпочитала пистолет-пулемёт Томпсона, с которым изображена на известной фотографии, либо самозарядный карабин M1 (с мужем по этой части имела расхождение — он был вооружён автоматическим карабином Cristóbal M2 или винтовкой M1 Garand). Был известен эпизод, когда муж и жена, оторвавшись от своих, вдвоём вели бой с отрядом milicias. Карретеро опознал их по характерным звукам стрельбы — и был уверен, что Сойла погибла, когда прекратилась стрельба из карабина M1. Выяснилось, однако, что оба были живы: Сойла вела огонь из Garand раненого Маноло.
Педро Гильен, брат Порфирио Гильена, вспоминал Сойлу Агилу Альмейду как «маленькую с огромным сердцем и пулемётом Томпсона в руках». По его отзыву, она «не боялась никого и ничего, в окружении превращалась в пантеру и прорывала заслон метким выстрелом». С 1963 Сойла Агила Альмейда командовала отрядом из двенадцати мужчин. Формирование действовало в районе города Фоменто (близ Санкти-Спиритуса). За время её повстанчества в ELN сменились трое командующих: Освальдо Рамирес (убит в 1962), Томас Сан-Хиль (убит в 1963), Хулио Эмилио Карретеро (расстрелян в 1964). О возвращении «на равнину» Сойла Агила Альмейда никогда не помышляла, считая невозможной жизнь под коммунистической властью.
Органы госбезопасности провели спецоперацию по захвату группы повстанцев во главе с Карретеро. Агент Альберто Дельгадо вошёл в доверие к повстанцам и предложил уход в Майами — якобы для того, чтобы организовать там базу для регулярных рейдов на Кубу. Карретеро поддался на обман. В результате 9 марта 1964 Карретеро и с ним четырнадцать повстанцев, в том числе Сойла Агила Альмейда были захвачены в плен. 14 июля 1964 Хулио Эмилио Карретеро, Мануэль Ла Гуардиа и ещё десять человек расстреляны в тюрьме Ла-Кабанья.
Преемником Карретеро в командовании ELN стал Хосе Леон Хименес (он же Чеито). Агент Дельгадо через несколько недель был разоблачён и повешен повстанцами по приказу Чеито.

## Заключённая
Суд приговорил Сойлу Агилу Альмейду к 30 годам тюремного заключения. Она подвергалась моральным и физическим пыткам — избиения, лишение сна, одиночное содержание в подземной камере, психологическое давление, оскорбления, имитация расстрела. Официальная пропаганда возлагала на неё ответственность за смерть двух новорожденных, якобы умерших в Эскамбрае от голода и болезней. Об этом заявлялось в специальной телепередаче, посвящённой «борьбе с бандитами». Однако знающие её люди утверждали, что это ложь: обе беременности она вынуждена была прервать.
По общему признанию, заключённая держалась стойко, презрительно игнорировала тюремное начальство и охрану, годами не произносила ни слова.

## Эмиграция и кончина
В начале 1980-х, после 18 лет заключения (по другим данным — 16 лет) Сойла Агила Альмейда была освобождена и выслана из Кубы в США. Помощь с оформлением документов оказали представители кубинской диаспоры во Флориде. Обосновалась в Майами-Бич, поселилась в гостинице. Вела замкнутый образ жизни, старалась не общаться даже с соратниками и единомышленниками. Предполагалось, что долгие годы заключения, казнь мужа, потеря детей повлияли на её психическое состояние. Она поддерживала отношения только со своим лечащим врачом Сантьяго Карденасом — также кубинским диссидентом и политэмигрантом, представителем организации Христианское освободительное движение.
81-летняя Сойла Агила Альмейда скончалась 31 января 2021 в Хайалиа (район Большого Майами). Причиной смерти назван COVID-19. Кубинская ассоциация политических заключённых, Кубинский институт исторической памяти против тоталитаризма, другие организации и активисты выступили с траурными заявлениями. Антикоммунистическая партизанка названа примером сопротивления, доблести и достоинства.